# Penelope Plummer

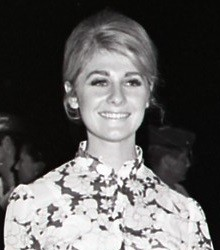
Penelope Plummer, 1968

Penelope Plummer (* 26. Oktober 1949 in Melbourne) ist eine australische Schauspielerin und Schönheitskönigin. Sie war Miss World 1968.

## Werdegang
Bald nach dem Gewinn des Miss World Contests in London trat Plummer 1969 in der Bob-Hope-Christmas-Show in Osan, Korea, zusammen mit der schwedisch-amerikanischen Schauspielerin Ann-Margret auf.
Am 1. Januar 1970 heiratete sie Michael Clarke in Gosford, New South Wales.

## Auszeichnungen
- Rose, benannt nach „Penelope Plummer“, 1970[3]